# Guillaume Ier (roi de Sicile)
Pour les articles homonymes, voir Guillaume Ier.
Guillaume Ier de Sicile, dit Guillaume le Mauvais, est le second roi normand de Sicile de 1154 à 1166. Il doit son épithète de « Mauvais » au chroniqueur Hugues Falcand et aux barons normands révoltés qui ont cherché à donner de lui une mauvaise réputation. Après avoir défendu victorieusement le royaume de Sicile contre une invasion byzantine en 1156, il résiste à une révolte des barons normands en 1161. Son fils Guillaume II lui succède en 1166.

## Biographie

### Origine et accession au trône

Le royaume de Sicile à l'avènement de Guillaume en 1154.

Né autour de l'an 1120,, Guillaume est le quatrième fils du roi Roger II de Sicile et de la princesse Elvire de Castille. Étant le quatrième fils, il n'était pas censé devenir roi un jour. Mais les décès successifs et précoces de ses frères aînés Tancrède, Alphonse et Roger, changent l'ordre de succession et il est associé à la couronne le 8 avril 1151. À la mort de son père, Guillaume devient le second roi du royaume de Sicile ; il est officiellement couronné le 4 avril 1154 en la cathédrale de Palerme.
Si Guillaume hérite d'un royaume puissant et en plein apogée, son règne s'annonce néanmoins difficile. En effet, à l'extérieur, il est menacé par l'alliance entre la papauté et le Saint-Empire, et, à la mort de Roger, le royaume de Sicile est toujours en guerre avec l'Empire byzantin. À l'intérieur, les barons normands sont mécontents de voir le royaume administré par des hommes de condition inférieure, et revendiquent leur ancienne indépendance. Quant aux villes, elles regrettent leurs anciennes libertés et font cause commune avec l'aristocratie. Tous haïssent le personnage le plus puissant du royaume, l'« émir des émirs » Maion de Bari, qu'ils jugent responsable de la conduite du roi à leur égard.
L'aristocratie, sous la bannière du comte Robert II de Bassonville n'hésite pas à chercher l'appui de l'empereur germanique Frédéric Barberousse, mais aussi de l'empereur byzantin Manuel Ier Comnène, afin de renverser l'ordre établi.

### Guerre contre Rome et Constantinople
L'autorité de Guillaume est contestée par l’empereur Manuel Comnène, ennemi juré des Normands qui espère encore conquérir l'Italie, ainsi que par le pape Adrien IV. À la fin de l'année 1155, les troupes byzantines s'emparent de Bari et assiègent Brindisi. Le pape entre également en campagne ; il gagne Capoue puis s'installe à Bénévent. L'intervention du pape, combinée à la révolte des vassaux siciliens, facilite l'avancée des troupes byzantines. 

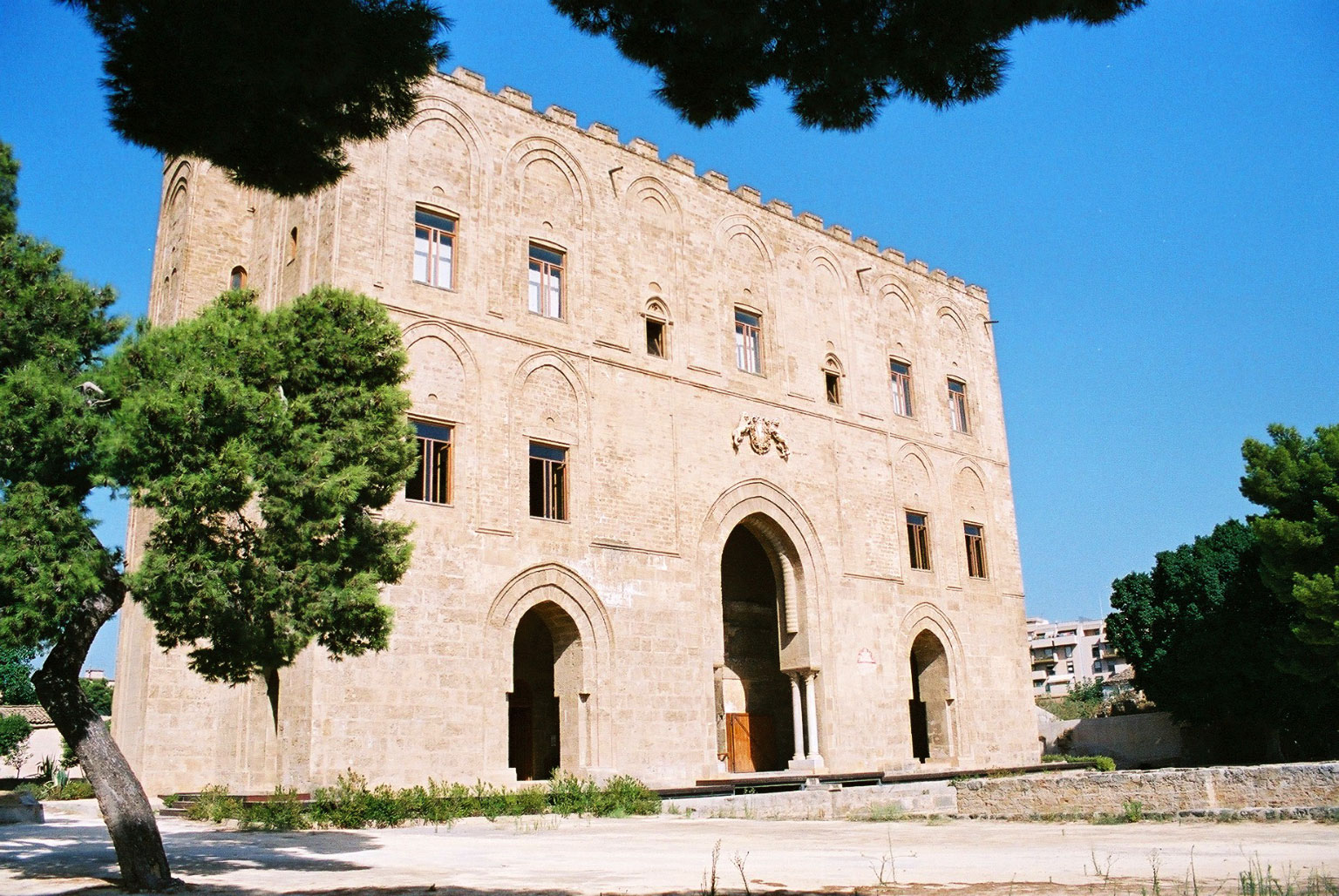
Le Palais de la Zisa, à Palerme, témoignage de la culture de la Sicile normande.

Guillaume, pourtant habitué à une vie molle et voluptueuse, et aimant peu l'action, décide de prendre les devants. Il débarque en Italie du Sud, remporte une victoire décisive contre les Byzantins à Brindisi le 28 mai 1156 et réduit la ville de Bari en cendres,. Les sujets rebelles sont pendus, aveuglés ou précipités dans la mer,. Les villes et les seigneuries révoltées, terrorisées, se soumettent les unes après les autres. Le prince de Capoue, Robert II, tente de s'enfuir mais est rattrapé au moment de traverser le Garigliano. Il est envoyé en prison à Palerme où le roi lui fait crever les yeux. Assiégé dans Bénévent, le pape Adrien IV se soumet et signe, le 18 juin 1156, le traité de Bénévent par lequel il reconnaît l'autorité de Guillaume sur la Sicile, l'Apulie, la Calabre et la principauté de Capoue. Un renversement d'alliances se produit. Le souverain normand devient un allié de la papauté contre les menées de l’empereur Frédéric Barberousse qui cherche à étendre son influence en Italie. 
Après s'être assuré de la neutralité de Venise, Guillaume lance ensuite une expédition contre Manuel Comnène en 1157. Une flotte de cent quarante galères commandée par Étienne de Bari débarque en Eubée et saccage la ville de Chalcis, avant de retourner en Sicile. En représailles, l'empereur byzantin effectue plusieurs raids en Apulie et suscite une nouvelle rébellion en Campanie. Au printemps 1158, à Constantinople, Guillaume et Manuel signent une paix de trente ans.
En Afrique du Nord, Guillaume tente de poursuivre la politique expansionniste, méditerranéenne et orientale de son père mais finit par perdre toutes les places fortes normandes. La population chrétienne de Sfax est massacrée en février 1156; la révolte touche ensuite Djerba, puis Tripoli. Le dernier bastion normand du royaume normand d'Afrique, Mahdia, tombe entre les mains des Almohades le 11 janvier 1160.

### Révolte des barons

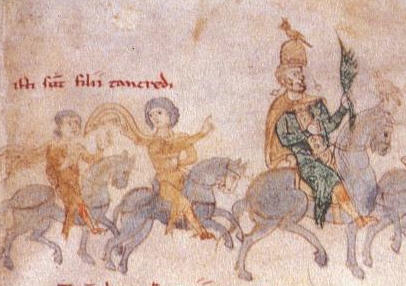
Tancrède de Lecce, l'un des barons révoltés, futur roi de Sicile.

L'année 1160 marque également le retour des troubles secouant le royaume : Maion de Bari est assassiné en novembre dans Palerme, victime d'un complot de la noblesse dirigé par Mathieu Bonnel. Des membres de la famille royale et des barons importants participent également aux troubles : Tancrède de Lecce, Roger Sclavo, Richard de Mandra, Bohémond II de Manoppello, ainsi que l'archevêque Hugues de Palerme. Le 9 mars 1161, Guillaume lui-même est capturé et emprisonné à la suite d'un complot de barons rebelles. Les conjurés sont cependant divisés. Certains souhaitent placer le fils de Guillaume, Roger, sur le trône, mais d'autres lui préfèrent le frère bâtard du roi, Simon de Tarente. 
Le parti du roi profite de ces divisions pour lever contre les conjurés la population sicilienne, qui entame le siège du palais royal. Le roi est libéré mais le jeune Roger, âgé de neuf ans, est tué accidentellement par une flèche égarée,. La paix est conclue avec les conjurés ; un certain nombre de seigneurs sont bannis, d'autres reçoivent le pardon du roi. Pourtant, une insurrection générale des vassaux éclate peu après. Guillaume entre en campagne et détruit successivement les villes de Piazza et de Butera. La Sicile une fois pacifiée, l'armée royale passe sur le continent et s'empare de Taverna. Les chevaliers capturés sont sévèrement châtiés : leurs mains sont coupées et leurs yeux crevés. Le souverain prend ensuite Tarente et soumet toute l'Italie du sud, avant de regagner la Sicile. Un impôt extraordinaire, dit de rédemption, est institué afin de punir les villes ayant participé à la révolte.

### Fin de règne et mort

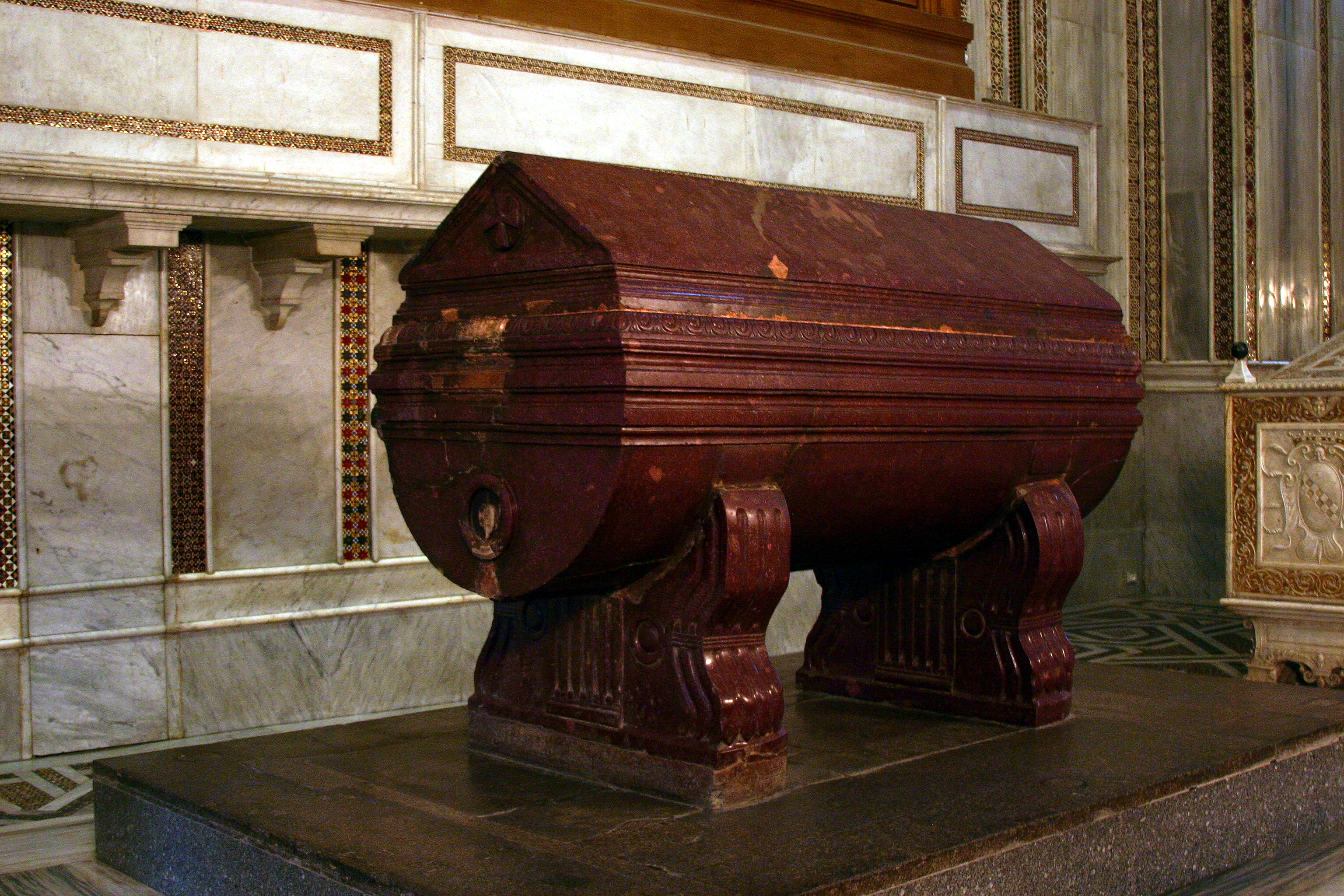
Sarcophage de Guillaume Ier dans la cathédrale de Monreale.

Guillaume passe les dernières années de son règne au fond de son palais. Il supervise la construction du palais de la Zisa à Palerme, et abandonne à ses ministres l'exercice du pouvoir. Il meurt de maladie à Palerme le 7 mai 1166,. Avant de mourir, il nomme comme successeur son jeune fils Guillaume, âgé de douze ans, lui laissant un royaume plus fragile qu'en 1154, à la mort du grand roi Roger.
Son corps est d'abord déposé dans la crypte de la chapelle palatine puis inhumé vers 1185 dans la cathédrale de Monreale.

## Relations avec le papeAdrienIV

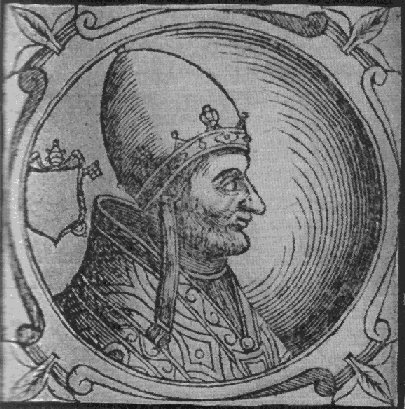
Le pape Adrien IV.

Guillaume entretiendra des relations ambivalentes avec le pape Adrien IV. Il entre d'abord en conflit, refusant de rendre hommage au souverain pontife. Le pape Adrien marchera alors lui-même à la tête d'une armée pour combattre Guillaume. Par contre à l'issue des combats Adrien IV fut emprisonné à Bénévent. Guillaume fixa alors lui-même les conditions de la libération du pape mais accepta tout de même de lui payer un tribut annuel.
D'un autre côté, reconnu à partir de 1156 par le pape, Guillaume devint alors un fidèle allié de la Papauté. C'est surtout contre les menées de l’empereur germanique Frédéric Barberousse qui cherchait à étendre son empire en Italie que Guillaume et le pape unirent leurs efforts. En effet un traité sera alors établi entre les deux souverains pour officialiser leur collaboration.

## Description
Guillaume mesurait près de six pieds, soit environ 1,82 mètre, plutôt grand pour un homme du Moyen Âge, d'où sa réputation de colosse capable de soulever un cheval avec son cavalier. Un chroniqueur contemporain le décrit comme un homme gigantesque « à qui son épaisse barbe noire
conférait un aspect terrible et sauvage et qui remplissait de terreur de nombreuses personnes ».
Selon Romuald de Salerne, Guillaume était beau de visage (pulchra facie), gras (corpore pinguis), de haute stature (statura sublimis), et plus craint qu'aimé (plus formidini quam amori).

## Dans les arts et la littérature
Alexandre Dumas fait mention de ce roi dans le Speronare, récit de son voyage dans le royaume de Naples.

#### Sources primaires
- Romuald de Salerne, Chronicon sive Annales.
- Hugues Falcand, Liber de Regno Siciliae.

#### Sources secondaires
- Pierre Aubé, Les empires normands d'Orient, Paris, Perrin, 1991 (ISBN 9782262022976), p. 199-216.
- Ferdinand Chalandon, Histoire de la domination normande en Italie et en Sicile, vol. II, Paris, Picard, 1907 (lire en ligne), p. 167-304.
- John Julius Norwich, Histoire de la Sicile : De l'Antiquité à Cosa Nostra, Paris, Tallandier, 2018.
- John Julius Norwich, The Kingdom in the Sun, 1130-1194, Longman, Londres, 1970.
- Giovanni Battista Siragusa, Il regno di Guglielmo I in Sicilia, Palermo, 1885. (lire en ligne)